# Welt im Film
Welt im Film war eine Wochenschau, die nach dem Zweiten Weltkrieg von der in Deutschland stationierten US-amerikanischen und britischen Besatzungsmacht von Mai 1945 an in den Münchner Bavaria-Studios produziert wurde. In der französischen Besatzungszone lief allerdings bevorzugt die von Frankreich produzierte Wochenschau Blick in die Welt in den Kinos.

## Ziel
Das Programm sollte die reeducation und Reorientierung der Deutschen fördern. Nationalsozialistische Ideologie sollte durch ein neues Demokratieverständnis ersetzt werden. In der britischen Besatzungszone waren die Kinos verpflichtet, vor jeder Filmvorführung die Welt im Film zu zeigen.
Die ersten Folgen von Welt im Film waren ein Misserfolg, woraufhin eine neue Redaktion eingesetzt wurde. Die Inhalte der Wochenschau und das Filmmaterial steuerten die Briten bei. Es bestand in erster Linie aus eher harmlosen, amüsanten Themen. Politik trat in den Hintergrund, weil man befürchtete, dass die Zuschauer durch zu viel „Politik“ nach den Erfahrungen des Krieges wegbleiben würden. Finanzierung und Ausrüstung kamen aus den USA. Die deutschen Mitarbeiter wurden mit einem „warmen Mittagessen“ entlohnt.

## Übergabe in deutsche Hände
Die Briten zogen sich 1949 aus dem Programm zurück. Die Amerikaner führten es bis Juni 1952 fort, vor allem auf die Zielgruppe der in Deutschland lebenden US-Soldaten gerichtet. 1952 wurde Welt im Film von der deutsch geführten Neuen Wochenschau GmbH übernommen; ab Juli 1952 hieß das Programm Welt im Bild.